# Rudolphus Adam
Rudolph(us) Adam (* vor  1840; † nach 1851) war ein US-amerikanischer Musiker und Musikpädagoge österreichischer Herkunft, der sich in Cleveland niedergelassen hatte.

## Leben
Rudolph Adam unterrichtete am Konservatorium von Prag Klavier. In den Wirren der Revolution von 1848/49 emigrierte er in die Vereinigten Staaten. Zunächst gab er eine Konzerttournee durch die Vereinigten Staaten, Kanada, Kuba und Mexiko. 1850 ließ er sich in Cleveland nieder und gründete eine Musikschule. Er gab hier diverse Konzerte, so am 31. Januar und am 28. Mai 1851 im Melodeon. Ein weiteres Konzert gab er mit seinen Schülern am 5. Januar 1852 im Melodeon. Zu diesem Anlass wurden 950 Eintrittskarten gedruckt.

## Werke (Auswahl)
- Melodeon Waltz für Klavier, Oliver Ditson, Boston, 1850 (Digitalisat beim IMSLP)
- Posthorn or Forget me not für Klavier, Valse, Sarah D. Kobbé gewidmet, P. K. Weizel, Brooklyn, New York, 1854 (Digitalisat beim IMSLP)